# ¡Ay, ba!
¡Ay, ba! es un aria para soprano del tercer acto de la zarzuela La corte de Faraón, con letra de Guillermo Perrin y música de Vicente Lleó Balbastre, estrenada en el teatro Eslava de Madrid en 1910. Muy cercano al cuplé, es el tema más famoso de esta zarzuela y pronto se consolidó como un auténtico himno, representando por excelencia la singular mezcla entre opereta, zarzuela y revista que supone esta obra. Igualmente, es el tema más reconocible de la variante «sicalíptica» de la zarzuela, caracterizada por su alto contenido insinuante y picante. 
¡Ay, ba! es canto repleto de sensualidad con el que la bailarina babilónica Sul trata de despertar el deseo del Faraón, debido a la frustración de su esposa al no verse deseada por él. El carácter altemente sexual de esta aria provocó su prohibición en época franquista, no volviendo a ser interpretada hasta 1976.

## Letra
Son las mujeres de Babilonia
las más ardientes que el amor crea.
Tienen el alma samaritana,
son por su fuego de Galilea.
Cuando suspiran voluptuosas
el babilonio muere de amor,
y cuando cantan ponen sus besos
en cada nota de su canción:
¡Ay, Ba! ... ¡Ay, Ba! ...
Ay, babilonio que marea ...
¡Ay, Ba! ... ¡Ay, Ba! ...
Ay, vámonos pronto a Judea!
¡Ay, Ba! ... ¡Ay, Ba! ... ¡Ay, vámonos allá!
Como las hembras de Babilonia
no hay otras hembras tan incitantes.
Arde en sus ojos de amor la llama,
buscan sus labios besos amantes;
como palmeras que el viento agita,
doblan  —si danzan— sus cuerpos bellos,
dando en sus giros al aire ardiente
la negra seda de sus cabellos.

### Estrofas adicionales
Normalmente en las representaciones se cantan las dos primeras estrofas. En el libreto aparecen muchas más,  para interpretar en los bises o que cambiaban para comentar la actualidad.
Los Babilonios cuando enamoran
son muy rendidos enamorados,
brindan placeres con sus palabras
y hablan de goces nunca soñados.
Y cuando luego pasan de amantes,
porque se casan, a ser maridos,
tras de las noches en que amor vela,
entonces vaya si están rendidos.
Estribillo
Hace unas noches que en Babilonia
luce en el cielo bello cometa
y todos temen que ocurra un choque
o con la cola le dé al planeta.
Y las doncellas de Babilonia
al cielo miran, aunque temblando,
porque la estrella les gusta mucho
y no se asustan de verle el rabo.
Estribillo
Dicen en Tebas que el sabio Cana,
jefe hoy de todos los sacerdotes,
va a hacer en Tebas como le dejen
en todo mangas y capirotes.
Andan en Tebas entusiasmados
a Tebas viendo ya transformada,
y hay quien en Tebas le dice... Pepe,
a ver si te vas sin hacer nada.
Estribillo
Anda el servicio de las criadas
allá en las casas de Babilonia
de una manera tan deplorable,
que hay que mudarlas cada dos horas.
En una casa que yo conozco
no paran nunca las cocineras,
y hace unos días que de repente
salió la Segis y entró la Pepa.
Estribillo
En Babilonia los Ministerios
entran y salen tan de repente,
que quien preside por la mañana
ya por la tarde no es presidente.
De estos trastornos ministeriales
dicen que tiene la culpa sola
un astro errante llamado Maura,
que es un cometa de mucha cola.

## Curiosidades
- Pese a ser una de las arias más interpretadas de la lírica española, la versión más conocida es la interpretada por Ana Belén en la película La corte de Faraón de 1985, dirigida por José Luis García Sánchez.[1]
- La estrella de cine puertorriqueña Mapy Cortés, quien fuera tiple cómica y vedette durante la Segunda República Española, interpreta una versión de ¡Ay, Ba! con estrofas adicionales en la película mexicana La corte de Faraón de 1944, dirigida por Julio Bracho.[2]

- Arraigado fuertemente en la música nacional, ha sido interpretada igualmente por sopranos de renombre internacional, como fue el caso de la soprano rumana Angela Gheorghiu en el Palacio de las Artes Reina Sofía, Valencia, en 2005.[3]

- La Irreal Academia del Esperpento, a iniciativa del académico Alonso Zamora Vicente, lo adoptó como su himno. Se canta como colofón de la celebración de La noche de Max Estrella, que patrocina anualmente el Círculo de Bellas Artes de Madrid.